# روبرت تارجان
روبرت تارجان (بالإنجليزية: Robert Tarjan) ولد في 30 أبريل 1948 عالم حاسوب أمريكي، اشتهر في مجال علم الحاسوب واكتشف بعض خوارزميات نظرية المخططات ، يعمل أستاذاً في جامعة برنستون فاز بجائزة تورنغ في عام 1986.